# Эльдар Ауховский
Эльдар Ауховский (чечен. Жамурзи Элдарха; прим. 1820 год, Аух, Чечня — 1845 года, Дарго, Северо-Кавказский имамат) — чеченский военачальник первой половины XIX века, наиб Мичика и Качкалыка. Погиб в 1845 году в Битве при Дарго.

## Биография
Родился в 1820-х годах в Аухе. Выходец из рода Ноккхой (ветвь тайпа Гендарганой). В первой половине 1840-х годов был назначен имамом Шамилём наибом Мичика и Качкалыка. Отличался особой храбростью.

### Гибель

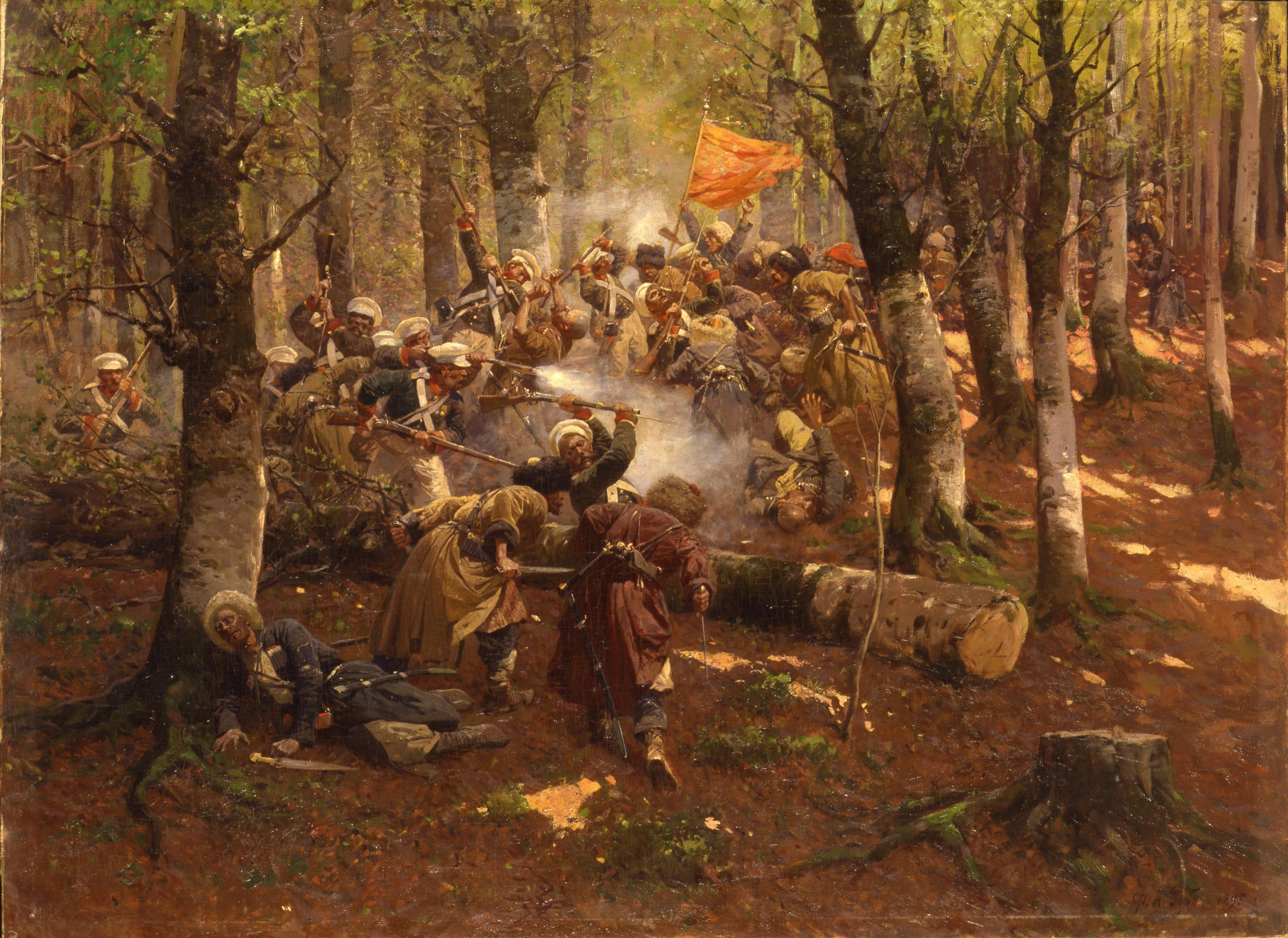
Даргинский поход (Сухарная экспедиция). Рукопашный бой 3-го батальона Апшеронского полка с горцами. Рубо Ф., 1895 г.

В июле 1845 года царские войска под командованием генерала Воронцова попали в ловушку, устроенной Шамилем в Дарго. Отряды Воронцова были окружены со всех сторон, в результате чего понесли большие потери. Единственным выходом из создавшегося положения было ускоренное отступление в сторону Герзель-Аула. В течение трёх дней горцы преследовали отступавшие войска, нанося им большие потери. В этих боестолкновениях погиб Эльдар Ауховский.
19 июля 1845 года между чеченскими аулами Мескеты и Шовхал-Берды развернулись основные бои при отступлении отряда Воронцова из Дарго. На холме стоял известный своей отвагой Эльдар, один из любимых мюридов Шамиля. У него два орудия и большая партия чеченцев. К нему на совещание приехали другие мюриды. Они обсуждали вопрос допустить ли соединение отрядов Воронцова и Фрейтага идущего им на помощь или до последней крайности сопротивляться этому. Эльдар сказал, что в трудные минуты войны Фрейтаг всегда бывает непонятно удачливым, и поэтому решил удерживать наступление Фрейтага до тех пор, пока он не сделает последние приготовление к штурму. Тогда очистив ему дорогу и орудия увести в гору. Так и было исполнено. Уже барабаны были готовы забить наступление, как, к общему удивлению, неприятель ушел и Фрейтаг, занял гору, построил свои войска большим четырехугольником. Эльдар со своей партией стал в лесу выше русских отрядов. Там кто-то сказал: в первый раз Эльдар струсил. Вскипела  чеченская кровь от такого оскорбления. Эльдар струсил? вскричал он в бешенстве. Так пусть же, кто не трус, идет за мной. И бросив ружье, выхватил шашку и как сумасшедший побежал с горы прямо на наш арьергард и нанеся в толпе несколько ударов, на наших штыках пал героем. Следуя его примером за ним поднялась возбужденная толпа, нахлынувшая на нас, и которая поддержана с двух других сторон, скоро бы с нами покончила, когда бы не подоспевшая картечь Фрейтага и прибежавшие ему на помощь из кабардинского полка. В этот день потери в наших егерьских батальонах были существенны.

## Память
- В поэме XIX века Абдурахмана-Хаджи Согратлинского, посвященной победе горцев над царскими войсками в 1845 году, в память тех, которые пали смертью праведников, есть такие строки:

Проси заступничества  у Эльдара и его сотоварищей
Несомненно, они уже собрали счастье наград.